# Списак томова серије Убица демона
Мангу Убица демона написао је и илустровао јапански мангака Којохару Готоге. Објављивала се у часопису Weekly Shōnen Jump од 15. фебруара 2016. до 18. маја 2020. Поглавља су сакупљена у 23 танкобон тома. На српски језик мангу преводи издавачка кућа Дарквуд, са тренутно издатих 13 томова.

## Списак томова
| - 1. „Суровост” (残酷 ) - 2. „Неко непознат” (見知らぬ誰か ) - 3. „Обавезно се врати пре свитања” (必ず戻る夜明けまでには ) - 4. „Танђиров дневник - Први део” (炭治郎日記・前編 ) - 5. „Танђиров дневник - Наставак” (炭治郎日記・後篇 ) - 6. „Хрпа руку” (山ほどの手が ) - 7. „Духови” (亡霊 ) |

| - 8. „Старији брат” (兄ちゃん ) - 9. „Добро дошао кући” (おかえり ) - 10. „Мочвара отмичара” (人攫い沼 ) - 11. „Предлог” (暗示 ) - 12. „Не могу ти рећи” (言えない ) - 13. „Ти” (お前が ) - 14. „Кабуцуђијев гнев/мирис очаравајуће крви” (鬼舞辻の癇癪・幻惑の血の香り /) - 15. „Мишљење лекара” (医師の見解 ) - 16. „Игра темари” (手鞠遊び ) |

| - 17. „Стрелица−демон” (矢印鬼 ) - 18. „Клетва” (呪縛 ) - 19. „Заувек заједно” (ずっと一緒にいる ) - 20. „Зеницу Агацума” (我妻善逸 ) - 21. „Палата Цудзуми” (鼓屋敷 ) - 22. „Дивљи вепар ниоткуда” (突然の猪 ) - 23. „Дивљи вепар искези своје очњаке, Зеницу спава” (猪は牙を剥き善逸は眠る , ) - 24. „Бивши члан одреда 12 Кидзукија” (元十二鬼月 ) - 25. „Веруј у себе” (己を鼓舞せよ ) |

| - 26. „Голорука борба” (素手喧嘩 ) - 27. „Иносуке Хашибира” (嘴平伊之助 ) - 28. „Хитан позив” (緊急の呼び出し ) - 29. „Планина Натагумо” (那田蜘蛛山 ) - 30. „Марионете” (操り人形 ) - 31. „Пустити неког испред себе” (自分ではない誰かを前へ , ) - 32. „Оштар смрад” (刺激臭 ) - 33. „Кретање напред уз муку и батргање” (苦しみ、のたうちながら前へ , ) - 34. „Несаломиви мач” (強靱な刃 ) |

| - 35. „Раштркани” (散り散り ) - 36. „Не мирише на добро” (これはやべぇ ) - 37. „Сломљени мач” (折れた刀身 ) - 38. „Право и лажно” (本物と偽物 ) - 39. „Цео живот пред очима” (走馬灯の中 ) - 40. „Хиноками” (ヒノカミ ) - 41. „Шинобу Коћо” (胡蝶しのぶ ) - 42. „Иза” (後ろ ) - 43. „У пакао” (地獄へ ) |

| - 44. „Противно правилима одреда” (隊律違反 ) - 45. „Суд Хашира” (鬼殺隊柱合裁判 ) - 46. „Господар” (お館様 -) - 47. „Хффф” (プイ ) - 48. „Палата Лептира” (蝶屋敷 ) - 49. „Тренинг оздрављења, 1. део” (機能回復訓練・前編 ) - 50. „Тренинг оздрављења, 2. део” (機能回復訓練・後編 ) - 51. „Нићирин мач се враћа” (日輪刀還る ) - 52. „Окрутно и безосећајно” (冷酷無情 ) |

| - 53. „Ти си” (君は ) - 54. „Добро вече, Ренгоку!” (こんばんは煉獄さん Konbanwa, Rengoku-san) - 55. „Воз бескрајних снова” (無限夢列車 ) - 56. „Пробуди се” (目覚めろ ) - 57. „Извуци свој мач” (刃を持て ) - 58. „Добро јутро” (おはよう ) - 59. „Увреда” (侮辱 ) - 60. „Одбранити 200 људи” (二百人を守る ) - 61. „Борба на тесном терену” (狭所の攻防 ) - „Бонус поглавље” (番外編 -) |

| - 62. „Завршити у кошмару” (悪夢に終わる ) - 63. „Аказа” (猗窩座 ) - 64. „Снага Хашира” (上弦の力・柱の力 ) - 65. „Чија победа?” (誰の勝ちか ) - 66. „Расути у зору” (黎明に散る ) - 67. „Потрага” (さがしもの ) - 68. „Поседник” (使い手 ) - 69. „Макар мало ићи напред” (前へ進もう少しずつでも構わないから , ) - 70. „Отмичар” (人攫い ) |

| - 71. „Операција: Инфилтрирање у четврт за забаву” (遊郭潜入大作戦 ) - 72. „Тражите моје жене” (お嫁さんを探せ ) - 73. „Потрага” (追跡 ) - 74. „Даки” (堕姫 ) - 75. „Разне мисли” (それぞれの思い ) - 76. „На разним местима” (それぞれの場所で ) - 77. „Урлици” (轟く ) - 78. „Вијугање” (ぐねぐね ) - 79. „Отвор за ваздух” (風穴 ) |

| - 80. „Вредност” (価値 ) - 81. „Нагомилана сећања” (重なる記憶 ) - 82. „Човек и демон” (人間と鬼 ) - 83. „Трансформација” (変貌 ) - 84. „Важна ствар” (大切なもの ) - 85. „Плач” (大泣き ) - 86. „Гјутаро” (妓夫太郎 ) - 87. „Окупљање” (集結 ) - 88. „Како победити” (倒し方 ) - Бонус: „Бајка о Иносукеу” (番外編 伊之助御伽草子 Bangai-hen: Inosuke Otogizōshi) |

| - 89. „Борба без правила” (混戦 ) - 90. „Захвалност” (感謝する ) - 91. „Промена тактике” (作戦変更 ) - 92. „Црв, спрдња, глупава кукавица” (虫ケラボンクラのろまの腑抜け , ) - 93. „Нема предаје” (絶対あきらめない ) - 94. „Учини нешто” (何とかして ) - 95. „Последњи тренуци” (最期 ) - 96. „Колико год живота имао (први део)” (何度生まれ変わっても(前編) () - 97. „Колико год живота имао (други део)” (何度生まれ変わっても(後編) () |

| - 98. „Окупљање Кидзукија вишег ранга” (上弦集結 ) - 99. „Нечији сан” (誰かの夢 ) - 100. „Иди у село!” (いざ行け里へ!! Iza Yuke, Sato e!!) - 101. „Тајна” (内緒話 ) - 102. „Добар дан, Токито” (時透くんコンニチハ -, ) - 103. „Јориићи тип нула” (緑壱零式 ) - 104. „Котецу” (小鉄さん -) - 105. „Нешто се појавило” (なんか出た ) - 106. „Напад непријатеља” (敵襲 ) |

| - 107. „Сметња” (邪魔 ) - 108. „Хвала, Токито!” (時透君ありがとう -, ) - 109. „Неће да умре” (死なない ) - 110. „Шуњање наоколо по трошној кући” (あばら屋でこそこそ ) - 111. „Уметник пун себе” (芸術家気取り ) - 112. „Промена” (遷移変転 ) - 113. „Светлоцрвени мач” (赫刀 ) - 114. „Жеља за признањем” (認められたかった ) - 115. „Бити Хашира” (柱に ) |

## Белешке
1. ↑  Двадесети том је због пандемије ковида 19 уместо 1. маја издат 13. маја.[35]